# Nagroda Palm Dog
Palm Dog – nagroda filmowa przyznawana przez międzynarodowe jury na Festiwalu Filmowym w Cannes za najlepszy występ psa bądź grupy psów w filmie prezentowanym w selekcji oficjalnej festiwalu. Nagroda obejmuje także psy na ekranie stworzone dzięki zastosowaniu animacji komputerowej.

## Historia
Po raz pierwszy nagroda została przyznana w 2001 przez Toby'ego Rose'a. Nazwa nagrody swym brzmieniem nawiązuje do oryginalnej francuskiej nazwy nagrody głównej przyznawanej najlepszemu filmowi na owym festiwalu — Złotej Palmy (oryg. Palme d'Or).
Od 2008 sponsorem głównym nagrody jest platforma cyfrowa poświęcona tematyce zwierząt domowych Wamiz.
Gdy z powodu pandemii Covid-19 w 2020 73. MFF w Cannes został odwołany, tym samym odwołano przyznanie dorocznej nagrody Palm Dog. Postanowiono wówczas jednak przyznać nagrodę Palm Dog Wszech Czasów - otrzymał ją pies Uggie z filmu Artysta (2011) Michela Hazanaviciusa.

## Laureaci nagrody
| Rok  | Pies                                              | Tytuł polski                                      | Tytuł oryginalny                                  |
| ---- | ------------------------------------------------- | ------------------------------------------------- | ------------------------------------------------- |
| 2001 | Otis                                              | Party na słodko                                   | The Anniversary Party                             |
| 2002 | Tähti                                             | Człowiek bez przeszłości                          | Mies vailla menneisyyttä                          |
| 2003 | Moses                                             | Dogville                                          | Dogville                                          |
| 2004 | wszystkie psy                                     | W świecie wina                                    | Mondovino                                         |
| 2005 | Bruno                                             | Jaskinia żółtego psa                              | Die Höhle des gelben Hundes                       |
| 2006 | Mops                                              | Maria Antonina                                    | Marie Antoinette                                  |
| 2007 | wszystkie zagubione psy                           | Psi gang                                          | Ma mha 4 khaa khrap                               |
| 2007 | Yuki                                              | Persepolis                                        | Persepolis                                        |
| 2008 | Lucy                                              | Wendy i Lucy                                      | Wendy and Lucy                                    |
| 2009 | Dug                                               | Odlot                                             | Up                                                |
| 2010 | Boss                                              | Tamara i mężczyźni                                | Tamara Drewe                                      |
| 2011 | Uggie                                             | Artysta                                           | The Artist                                        |
| 2012 | Banjo i Poppy                                     | Turyści                                           | Sightseers                                        |
| 2013 | Baby Boy                                          | Wielki Liberace                                   | Behind the Candelabra                             |
| 2014 | psia obsada                                       | Biały Bóg                                         | Fehér isten                                       |
| 2015 | Lucky the Maltipoo                                | Tysiąc i jedna noc                                | As Mil e Uma Noites                               |
| 2016 | Nellie                                            | Paterson                                          | Paterson                                          |
| 2017 | Einstein                                          | Opowieści o rodzinie Meyerowitz (utwory wybrane)  | The Meyerowitz Stories                            |
| 2018 | psia obsada                                       | Dogman                                            | Dogman                                            |
| 2019 | Sayuri                                            | Pewnego razu... w Hollywood                       | Once Upon a Time in Hollywood                     |
| 2020 | Festiwal odwołany z powodu pandemii koronawirusa. | Festiwal odwołany z powodu pandemii koronawirusa. | Festiwal odwołany z powodu pandemii koronawirusa. |
| 2021 | Rosie, Dora i Snowbear                            | Pamiątka: Część II                                | The Souvenir: Part II                             |
| 2022 | Brit                                              | Rumaki wojny                                      | War Pony                                          |
| 2023 | Messi                                             | Anatomia upadku                                   | Anatomie d'une chute                              |
| 2024 | Kodi                                              | Pies na ławie oskarżonych                         | Le procès du chien                                |